# Пурлиев, Азат
Азат Пурлиев (туркм. Azad Purlyýew; 4 сентября 1979) — туркменский футболист, полузащитник. Выступал за сборную Туркменистана.

## Биография
Первую половину карьеры провёл в ашхабадском «Копетдаге». В сезоне 1998/99 вместе с клубом стал серебряным призёром чемпионата Туркменистана и обладателем Кубка страны. В 2000-е годы продолжал играть за клуб, который уже не достигал больших успехов на национальном уровне. Также на старте сезона 2005 года выступал за «Небитчи» (Балканабад) и сыграл 3 матча в Кубке АФК, затем провёл несколько месяцев в «Ахале», но в середине сезона вернулся в «Копетдаг». После расформирования «Копетдага» в конце 2007 года перешёл в столичный МТТУ, с которым в 2008 году стал серебряным призёром чемпионата и финалистом Кубка Туркменистана. Сезон 2009 года провёл на правах аренды в ашхабадском «Алтын Асыре», затем несколько лет играл за «Ашхабад», с которым в 2011 году стал бронзовым призёром чемпионата и финалистом Кубка страны.
За национальную сборную Туркменистана сыграл как минимум один матч — 3 ноября 1999 года в товарищеской игре против Эстонии вышел на замену на 80-й минуте вместо Шарафутдина Жуманиязова.